# Phymatosorus longifolius
Phymatosorus longifolius là một loài dương xỉ trong họ Polypodiaceae. Loài này được Bosman & Fraser-Jenk. mô tả khoa học đầu tiên năm 1997.
Danh pháp khoa học của loài này chưa được làm sáng tỏ. 